# Svenska psalmböckers psalmer på andra språk
Psalm- och sångböcker från Svenska kyrkan och andra svenska kristna samfund har även innehållit enstaka psalmer på andra språk än svenska.
Den svenska psalmboken 1986 har också getts ut på finska som Ruotsin kirkon virsikirja, psalmerna nedan är sådana som finns på finska (eller annat språk) i en svenskspråkig utgåva.
De danska och norska psalmerna brukar inte åtföljas av någon svensk översättning. För de finska kan originalspråket vara svenska, annars åtföljs psalmerna av svensk översättning.

## Psalmer på danska
- Upp, alla verk som Herren gjort (bara på danska i Den svenska psalmboken 1986)
- I al sin glans nu stråler solen

## Psalmer på finska
- Med svenska som originalspråk
  - Giv mig ej glans, ej guld, ej prakt
  - Jag lyfter ögat mot himmelen

## Psalmer på latin
- Delvis på latin
  - In dulci jubilo

## Psalmer på norska
- Herre Gud, ditt dyre navn og aere
- Jesus, det eneste
- En dag skal Herrens skaperdrömmer möte

## Psalmer på samiska
Den första psalmboken på samiska språket var kyrkoherden och filologen Pehr Fjellströms Psalmer på samiska (1744). Bland bidragsgivarna till psalmboken finns bland annat Petrus Holmbom, dåvarande lektor vid Härnösands gymnasium, som studerat samiska och som sedan 1740 varit uppsyningsman över församlingarna i Lappmarken, som bidrog med 32 psalmer.